# Crash Dive (1943)
Crash Dive ist ein US-amerikanischer Spielfilm unter der Regie von Archie Mayo. Die Hauptrollen in dieser Dreiecksgeschichte sind mit Tyrone Power, Anne Baxter und Dana Andrews besetzt.

## Handlung
Lt. Ward Stewart macht gern Dienst auf seinem Patrouillen-Torpedo-Boot, weil er dessen Wendigkeit und Schnelligkeit liebt. Als sein Onkel, Admiral Bob Stewart, ihn bittet, der U-Boot-Abteilung der Navy beizutreten, ist er davon nicht sehr angetan, sieht dann jedoch ein, dass es seine Pflicht ist, dort zu dienen, wo er am meisten gebraucht wird. Bevor er jedoch als Leitender Offizier an Bord der „Corsair“ geht, deren Kapitän Dewey Connors ist, bittet er um einen Wochenendurlaub. Während er mit dem Zug nach Washington unterwegs ist, macht er die Bekanntschaft der Lehrerin Jean Hewlitt. Er fühlt sich sofort von der jungen Frau angezogen, die ob seines forschen Auftretens leicht irritiert reagiert. Trotzdem kann er sie überreden, mit ihm zu einer Party zu gehen. Einer Einladung zum Diner am folgenden Abend folgt sie jedoch nicht. Unbeirrt davon, freut sich Stewart, dass Jean an der Bromley Mädchenschule in New London in Connecticut unterrichtet, wo sich auch das Gelände der Naval Submarine Base befindet. Was er nicht weiß ist, dass Jean die Freundin seines zukünftigen Vorgesetzten Dewey Connors ist. Sobald er seine Beförderung erhalten hat, will Connors Jean bitten, seine Frau zu werden.
Während einer ihrer Fahrten täuscht Connors die Deutschen, die davon ausgehen, die „Corsair“ versenkt zu haben. Seine Strategie zahlt sich aus und er erhält die ersehnte Beförderung. Stewart stellt Jean unterdessen seiner resoluten Großmutter vor und sein Werben zeitigt Folgen. Die junge Frau verliebt sich in ihn. Als Stewart jedoch erfährt, wie Connors zu Jean steht, will er, dass sie sich nicht mehr sehen. Jean beteuert ihm jedoch, dass er derjenige sei, den sie liebe. Connors belauscht das Gespräch ungewollt.
Bevor die Situation noch bereinigt werden kann, werden die Männer auf eine Mission geschickt und sollen einen geheimen deutschen Marinestützpunkt ausfindig machen. Stewart versucht mit Connors zu sprechen, der ihn jedoch kalt abfahren lässt. Als man feststellt, dass die „Corsair“ an gefährlichem Treibstoffmangel leidet, hat das zur Folge, dass das Schiff und seine Besatzung in eine lebensbedrohliche Situation geraten. Als dann auch noch das Periskop des Schiffes beschädigt wird, sieht Connors sich genötigt an Deck zu bleiben. Bei der Fahrt durch die Minen und während der Bombardierungen wird er verwundet. Stewart ist es, der ihn nach unten bringt, kurz bevor die „Corsair“ taucht. Die Männer machen ihren Frieden miteinander und Stewart und Jean heiraten nach seiner Rückkehr nach New London.

## Produktion und Hintergrund
Die Dreharbeiten begannen im Juli 1942 und dauerten bis Mitte November 1942 an. Zusätzliche Szenen wurden am 18. Dezember 1942 gedreht. Ausführende Produzenten waren Darryl F. Zanuck und William Goetz. Für die fotografischen Spezialeffekte zeichneten Fred Sersen und Roger Heman senior verantwortlich. Der Film feierte Weltpremiere am 28. April 1943 in New York. Am 14. Mai 1943 lief er dann allgemein in den Kinos an.
Arbeitstitel des Films waren SS 11 und Submarine School. Nachdem man den Titel Crash Dive gewählt hatte, erwog 20th Century Fox erneut eine Umbenennung, aus Angst, dass man den Titel mit einer Geschichte über ein Flugzeug in Verbindung bringen könnte. Nach dem Vorspann im Film heißt es: „Die Zusammenarbeit und Unterstützung der Offiziere und Soldaten der US-Marine-U-Boot-Basis, New London, Connecticut, wird dankbar anerkannt.“ Am 12. September 1942 war im Pittsburgh Courier zu lesen, dass der von Ben Carter gespielte Charakter Oliver Cromwell Jones Ähnlichkeiten mit dem Seemann Dorie Miller, eines afroamerikanischen Messman, aufweise, der das Marine-Kreuz für seine Heldentaten an Bord der „USS Arizona“ während des Angriffs auf Pearl Harbor erhalten hatte.
Laut der Fachzeitschrift der Filmindustrie Hollywood Reporter waren John Payne und Randolph Scott ursprünglich ebenfalls für eine Rolle im Film vorgesehen. Der ursprünglich als Produzent vorgesehene William Perlberg wurde durch Milton Sperling ersetzt, der das Studio am 10. September 1942 verließ, um dem Marine Corps beizutreten. Lee Marcus fungierte dann als Produzent. Für Tyrone Power war es sein letzter Film, bevor er ebenfalls dem Marine Corps beitrat. Seinen nächsten Film drehte er erst wieder 1946. Die US Naval Submarine Base in New London lieferte Hintergrundmaterial für den Film und war auch bei der Ausstattung und dem Zugang zu den U-Booten und den Soldaten behilflich.

## Kritik
Bosley Crowther von der New York Times stellte die provozierende Frage, ob Hollywood wisse, dass man sich im Krieg befinde. Der Film enthalte ein oder zwei Sequenzen von Interesse, ansonsten ließen die Drehbuchautoren ihren ungezügelten Phantasien durch Spezialeffekte Raum in einer Geschichte über zwei Offiziere und ihrer langwierigen Schilderung der Liebe zu demselben Mädchen.
Variety lobte die überwältigende Spannung des Films, wenn das Schiff durch enge Kanäle manövriert, um einer Fülle von Minen zu entkommen. Auch die hervorragende Technicolor-Qualität wird lobend erwähnt.
Dennis Schwartz war der Meinung, dass der Film mehr für seine Oscar-prämierten Spezialeffekte als für seine romantische Kriegsgeschichte bekannt sei. Er sprach von einem Propagandafilm (bei dem allerdings zu berücksichtigen sei, dass er während des Krieges gedreht worden sei), dem es an Realitätssinn mangele, obwohl er gut gemacht sei.

## Auszeichnungen
Fred Sersen und Roger Heman senior wurden bei der Oscarverleihung 1944 in der Kategorie „Beste visuelle Effekte“ mit einem Oscar ausgezeichnet.